# Idioma livonio
El livonio o livón (en livonio: līvõ kēļ, o también conocido como rāndakēļ) era un idioma perteneciente a la rama baltofínica de las lenguas urálicas. El 2 de junio de 2013 murió Grizelda Kristiņa, considerada la última hablante de este idioma.
La cuna del pueblo livonio es Livonia, actualmente localizada en Letonia, zona norte de la península de Curlandia. Algunas personas étnicamente livonias han aprendido el idioma de su pueblo en un intento por revivirlo; pero, como los livonios como grupo étnico son una pequeña minoría, las posibilidades de empleo de esta lengua son limitadas.

## Aspectos históricos, sociales y culturales

### Historia
En el siglo XIX, aproximadamente 2000 personas todavía hablaban livonio: en 1852, el número de livonios era de 2394 (Ariste 1981: 78). Diversos acontecimientos históricos llevarían a esta lengua a su casi total desaparición:
- Siglo XIII: se estima que eran 30 000 el número de hablantes de livonio (Schätzung Vääri, 1966).
- ~1200: Invasión germánica: los Hermanos Livonios de la Espada y los caballeros de la Orden Teutónica conquistan Livonia, lo que lleva a la lucha por el control de la zona entre estas órdenes y el Arzobispado de Riga.
- 1522: Introducción de la Reforma. Curlandia es anexada a Dinamarca.
- 1557: Invasión rusa.
- 1558-1583: Guerra livona. Rusos, suecos, daneses, lituanos y polacos luchan en la región.
- 1721: Tratado de Nystad. Livonia y Curlandia se convierten en provincias de la Rusia Zarista.
- 1918: Independencia de Letonia, el livonio experimenta un reflorecimiento.
- 1939-1991: Segunda Guerra Mundial y dominación soviética: Marginación del livonio.
- 1991-2013: Fallecimiento de los últimos hablantes de este idioma.

## Escritura

### Alfabeto
El alfabeto livonio es una mezcla entre el letón y el estonio, y consta de 43 símbolos.
| A a | Ā ā | Ä ä | Ǟ ǟ | B b | D d | Ḑ ḑ | E e | Ē ē |
| F f | G g | H h | I i | Ī ī | J j | K k | L l | Ļ ļ |
| M m | N n | Ņ ņ | O o | Ō ō | Ȯ ȯ | Ȱ ȱ | Ö ö | Ȫ ȫ |
| Õ õ | Ȭ ȭ | P p | R r | Ŗ ŗ | S s | Š š | T t | Ţ ţ |
| U u | Ū ū | V v | Y y | Ȳ ȳ | Z z | Ž ž |     |     |

## Descripción lingüística

### Fonología
El livonio, como el estonio, ha perdido la armonía de las vocales, pero a diferencia del estonio, también ha perdido gradación consonántica.

#### Consonantes
El livonio consta de 23 consonantes:
|             |          | Labial | Dental | Palatal | Velar | Glotal |
| ----------- | -------- | ------ | ------ | ------- | ----- | ------ |
| Nasal       | Nasal    | m /m/  | n /n/  | ņ /ɲ/   | [ŋ]1  |        |
| Oclusiva    | sorda    | p /p/  | t /t̪/  | ț /c/   | k /k/ |        |
| Oclusiva    | sonora   | b /b/  | d /d̪/  | ḑ /ɟ/   | g /ɡ/ |        |
| Fricativa   | sorda    | f /f/  | s /s/  | š /ʃ/   |       | h /h/  |
| Fricativa   | sonora   | v /v/  | z /z/  | ž /ʒ/   |       |        |
| Vibrante    | Vibrante |        | r /r/  | ŗ /rʲ/  |       |        |
| Aproximante | central  |        |        | j /j/   |       |        |
| Aproximante | lateral  |        | l /l/  | ļ /ʎ/   |       |        |

/n/ se vuelve [ŋ] antes /k/ o /ɡ/.
Los sonidos /f h/ están restringidos a préstamos, excepto algunas interjecciones que contienen /h/. Las obstruyentes sonoras están sujetas a ser sordas o semisonoras en la posición final de palabra, o antes de otras consonantes sordas (kuolmõz /ˈku̯olməs ~ ˈku̯olməz̥// "tercera").

#### Vocales
El livonio tiene 8 vocales en la tabla que se muestra a continuación. Además, se dan dos vocales arcaicas entre paréntesis:
Todas las vocales pueden ser largas o cortas. Las vocales cortas se escriben como se indica en la tabla; las vocales largas se escriben con un macrón adicional ("ˉ") sobre la letra, así, por ejemplo, [æː] = ǟ. El sistema de vocales de Livonia se destaca por tener un stød similar al danés. Como en otros idiomas con esta característica, se cree que es un vestigio de un acento tonal.
También tiene una gran cantidad de diptongos, así como una serie de triptongos. Estos también pueden ocurrir a corto o largo plazo. Los dos diptongos iniciales /ie/ y/uo/ varían en su ubicación de acento según la longitud: ie corto, uo se realizan como ascendente [i̯e], [u̯o], mientras que īe y ūo largos se realizan como descendente [iˑe̯], [uˑo̯]. Lo mismo se aplica a los triptongos uoi: ūoi.
|              | Anterior | Central | Posterior |
| ------------ | -------- | ------- | --------- |
| Cerrada      | i /i/    | õ /ɨ/   | u /u/     |
| Casi cerrada |          |         | ȯ /ʊ/     |
| Media        | e /ɛ/    | [ə]1    | o /o/     |
| Abierta      | ä /æ/    |         | a /ɑ/     |

/ɨ/ inacentuada se realiza como [ə].

### Vocabulario

#### Frases cotidianas
- ¡Hola! – Tēriņtš!
- ¡Buen provecho! - Jõvvõ sīemnaigõ!
- ¡Buenos días! - Jõvā ūomõg! / Jõvvõ ūomõgt!
- ¡Buen día! - Jõvā pǟva! / Jõvvõ päuvõ!
- ¡Gracias! - Tienū!
- ¡Feliz año nuevo! - Vȯndzist Ūdāigastõ!
- morir - kȭlmä
- uno – ikš
- dos – kakš
- tres – kuolm
- cuatro – nēļa
- cinco – vīž
- seis – kūž
- siete – seis
- ocho – kōdõks
- nueve – īdõks
- diez – kim

## Muestra escrita
Mustā plagā valsõ
Kubbõ āt tuļ immõr satunnõd mingizt.
Mustā lupāt um vȯrd tutkām jūs.
Nǟlgalizt nīelõb min mȯistõmõt rõkūd
Sigžtūļ käds ikš dadžā ja ūgõb.
Mitikš äb tō ku sa kēratõkst pǟgiñ:
Um jõvīst, až sāina pǟl kēratõd "A".
Võid stalažod arrõ, až sainõ äb sȭita -
Ma vāgiž set kītõb, ku jõvīst tīed sa
Ja tikkiž ja tegīž um lagtõd sin tōmi
Sīest, mis sinnõn tīemõst ja mis sinā võid.
Až suggõbõd suodād ja revolūtsijõd,
Siz nustām sīes pāikal. Pǟdõ ka mēg.
Až nai ikškõrd vāldiž ka mäddõn tīeb sillõ.
Īezõ palābõd sīlmad, kus pīegiļtiz irm.
Siz grumā touvõd mäd' āndabõd villõ
Ja kõzzist pīkstõbõd pimdõd joud.
Ni īdskubs himnõ mēg lōlam īe pierrõ,
Sīest mēḑi ta kāitsõb ja sīnda ka tōks.
Sīest lōlam mēg: "Julgizt ni, veļīd, tīe jūrõ!"
Täuds sidāms oppõrmīel põrāndõks.
Leb Valst āigastsadā võilõb se kāngaz,
Mustā ku loptõmõt mōīlmarūim.
Kuñš īebõd pandõkst, kūoḑõd ja kuodād,
Täddõn nagrõs muidlõb kūolõn pǟlū.